# Березине (станція)
Березине — проміжна залізнична станція Одеської дирекції Одеської залізниці на неелектрифікованій лінії Арциз — Соборне — Басарабяска. Розташована в селищі Соборне Болградського району Одеської області. Відстань до станції Арциз — 35,6 км. 

## Історія
Станція відкрита 1913 року під час будівництва залізничної лінії Білгород-Дністровський — Арциз — Басарабяска (Молдова).
Наприкінці 1990-х років була проміжною, після закриття руху та демонтажу колій на ділянці Соборне — Басарабяска стала кінцевою. У 1997 році дільниця Березине — Басарабяска була остаточно розібрана.

## Проєкт відновлення дільниці Соборне— Басарабяска
20 жовтня 2015 року в Одесі начальники ДП «Залізниця Молдови» та Одеської залізниці досягли угоди про відновлення колії на ділянці Соборне — Басарабяска та капітальний ремонт інфраструктури дільниці Арциз — Соборне. Роботи мають розпочатися влітку 2016 року.
14-15 листопада 2016 року в Кишиневі відбулося засідання українсько-молдовської міжурядової комісії, в ході якої Молдова підтвердила готовність відремонтувати свою залізничну ділянку в рамках відновлення гілки Басарабяска — Соборне до кінця 2017 року. Представники Укрзалізниці і Молдовської залізниці констатували можливість організації спільного пункту обліку переходу поїздів і передачі вагонів зі зміною локомотивів на станції Басарабяска. Після відкриття міждержавного переходу Соборне — Басарабяска Україна і Молдова відбудеться відновлення залізничного сполучення в обхід Придністров'я і з'явиться можливість запустити пасажирські поїзди на маршруті Арциз — Басарабяска — Рені.
Для стикування шляхів України та Молдови на держкордоні вже отримані координати в MOLDREF (єдина система координат Молдови для всіх видів геодезичних, картографічних, кадастрових робіт).
Результатом втілення організації перевезень вантажів через ділянку Арциз — Басарабяска в напрямку портів Рені та Галац зменшиться відстань, яку проходять поїзди по території Молдови, з 240 до 127 кілометрів, а перевезення по території Молдови здешевлюється і можливо переключення вантажопотоку на станцію Березине.
У відповідності з проєктом фінансового плану «Укрзалізниці» на 2020 рік, не передбачено виділення коштів на проведення робіт щодо реконструкції та відновлення руху на дільниці Соборне — Басарабяска.
23 червня 2022 року, після руйнування залізнично-автомобільного мосту в Затоці в ході широкомасштабного російського вторгнення, Україна і Молдова підписали план відновлення дільниці Березине — Басарабяска до осені 2022 року. Таким чином, Республіка Молдова зможе експортувати/імпортувати товари через порт Ізмаїл, розташований на Дунаї, зменшуючи затор у порту Рені. Водночас через цей відрізок залізничної колії Україна зможе експортувати товари до Республіки Молдова та до країн ЄС. Відновлення руху на ділянці залізниці Березине — Басарабяска забезпечить міжнародний логістичний хаб, через який буде відновлено сполучення портів Південний, Одеса, Чорноморськ, Білгород-Дністровський, Ізмаїл, Рені, Джурджулешть, Галац, Браїла та Констанца. Портові комплекси стануть більш конкурентоспроможними, а бенефіціари портових послуг матимуть більш диверсифіковану пропозицію.

## Відновлення дільниці Березине— Басарабяска
21 серпня 2022 року 23-кілометрова ділянка залізниці достроково була повністю відновлена, а з 22 серпня 2022 року відкрито регулярний рух поїздів, переважно вантажних, на ділянці Березине — Басарабяска до Білгорода-Дністровського та до портів Ізмаїл і Рені.
З 25 березня 2023 року відкритий третій прикордонний перехід між Україною та Молдовою на дільниці Серпневе-1 — Басарабяска. «Укрзалізниця» почала приймати перші заявки на перевезення вантажів через вказаний перехід, зокрема, на перевезення 8 вагонів з будівельними вантажами та 6 вагонів зі шлаками. Наразі це найкоротший маршрут до портів Рені, Галац, Джурджулешти, завдяки якому «Укрзалізниця» має можливість збільшити обсяги експортних та транзитних перевезень та дозволити пришвидшити та здешевити транспортування вантажів до портів України й у зворотному напрямку. Дільниця дозволяє перевозити додатково від 4 до 10 млн тонн вантажів на рік.

## Пасажирське сполучення
До 11 грудня 2021 року до станції курсував поїзд з вагоном безпересадкового сполученням Київ — Соборне (двічі на тиждень), який курсував спільно з поїздом «Дунай». З червня 2022 року пасажирський рух припинено на невизначений термін.